# Росси, Алессандро (футболист)
Алессандро Росси (итал. Alessandro Rossi; 3 января 1997 года, Витербо, Италия) — итальянский футболист, нападающий клуба «Венеция».

## Карьера
Андреа — воспитанник «Лацио», основной бомбардир молодёжной команды. С сезона 2016/17 привлекается к тренировкам с основным составом. 8 января 2017 года Росси дебютировал в Серии А поединком против «Кротоне», выйдя на замену на 82-й минуте вместо Лукаса Бильи.
В январе 2019 года Росси перешел в «Венецию» на правах аренды.